# Serguéi Jachatrián
Serguéi Jachatrián (en armenio: Սերգեյ Խաչատրյան; también escrito Sergei Khachatryan o Sergey Khachatryan) es un violinista armenio. Desde 1993 está radicado en Alemania, donde dio su primer concierto orquestal a los nueve años en el Kurhaus, Wiesbaden.
Nacido en Ereván, en 1985, debutó en el Avery Fisher Hall de Nueva York el 4 de agosto de 2006, tocando el Concierto para violín de Beethoven, bajo la batuta de Osmo Vänskä.
En 2005, al ganar el concurso Reina Elisabeth de Bruselas, la Nippon Music Foundation le regaló el Stradivarius "Huggins", fabricado en 1708.
Actualmente toca en un Guarneri de Gesù de 1740 llamado "Ysaÿe".

## Premios
- 2000: 1º Premio International Louis Spohr Competition for young violinists
- 2000: 1º Premio Concurso Internacional de Violín Jean Sibelius (el ganador más joven de la historia del concurso)[1]
- 2000: 2º Premio International Fritz Kreisler Competition
- 2002 : 2º Premio Indianapolis International Violin Competition[4]
- 2005: 1º Premio Concurso Reina Elisabeth de Bruselas[1]